# Abby Williams Hill
Abby Williams Hill, née en 1861 à Grinnell, Iowa, et morte en 1943 à Laguna Beach en Californie, est une peintre américaine sur motif, connue pour ses paysages de l'est des États-Unis. Elle défend les causes des droits de l'enfant et le droit à l'éducation des Afro-Américains, en particulier au congrès des mères, et plus généralement les droits des migrants récemment installés et celui des nécessiteux.
Elle participe en 1905 au Congrès des mères à Washington, D.C., et fonde à son retour l'association de parents d'élèves de l'État de Washington.

## Jeunesse et parcours académique
Hill naît sous le nom d'Abby Rhoda Williams, fille de Henry W. et Hanett Hubbard Williams, à Grinnell.
Elle étudie la peinture à l'Art Institute of Chicago et l'Art Students League of New York avec William Merritt Chase pour professeur. En 1888, elle se marie à un médecin et homéopathe, Frank Hill, et ils s'installent en 1889 à Tacoma, État de Washington. La même année, le couple donne naissance à un fils, Romayne Bradford, né partiellement immobilisé, puis adoptera plus tard trois filles : Iona, Ina, et Eulalie.

## Carrière
Au début des années 1900, les compagnies de chemins de fer Great Northern Railway et Northern Pacific Railway commandent à Hill des paysages du nord-ouest des États-Unis pour promouvoir le tourisme. La commande précise que Hill doit produire vingt-deux tableaux en seulement 18 semaines et, de plus, qu'ils doivent être peints « sur le motif ».
Accompagnée de ses quatre enfants, Abby Hill passe de longues périodes à camper pour peindre au parc national de Yosemite et au parc national de Yellowstone.
Son travail est exposé à l'Exposition universelle de 1904 à Saint-Louis, à l'exposition Lewis & Clark de 1905 à Portland, à la Jamestown Centennial en 1907, et l'exposition Alaska-Yukon-Pacific en 1909. La carrière de Hill la mène à peindre dans chaque parc national de l'Ouest américain.
En 1909, son époux fait une dépression nerveuse dont les suites le placent de manière répétée dans un état catatonique plusieurs semaines de suite.
Plusieurs années durant, Hill abandonne son activité de peintre et se dévoue au soin de celui-ci. La famille déménage alors en Californie, dans une petite communauté isolée de Laguna Beach, afin de profiter du climat qui y est doux et ensoleillé.
Abby Hill est une des premières artistes du 20e siècle à construire des studios à Laguna Beach ce qui la transforme en communauté d'artistes. Elle devient alors membre fondateur de la Laguna Beach Art Association.
À la suite du décès de son mari en 1938, Abby Hill devient grabataire. Elle décède à Laguna Beach en 1943.

## Collection
Une collection permanente de ses œuvres et articles est détenue par l'université de Puget Sound.

## Galerie

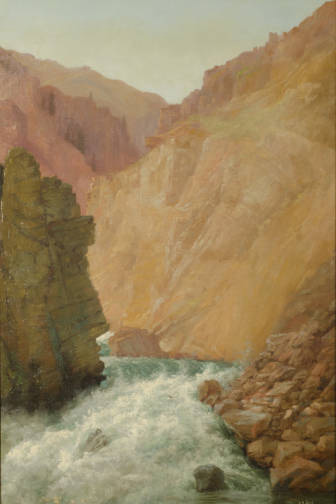
Painting of a river and gorge in Chelan County, Washington, Cascade Range, 1903.
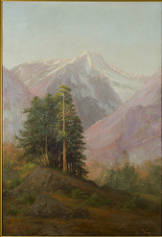
Mount Booker near Lake Chelan, 1903.
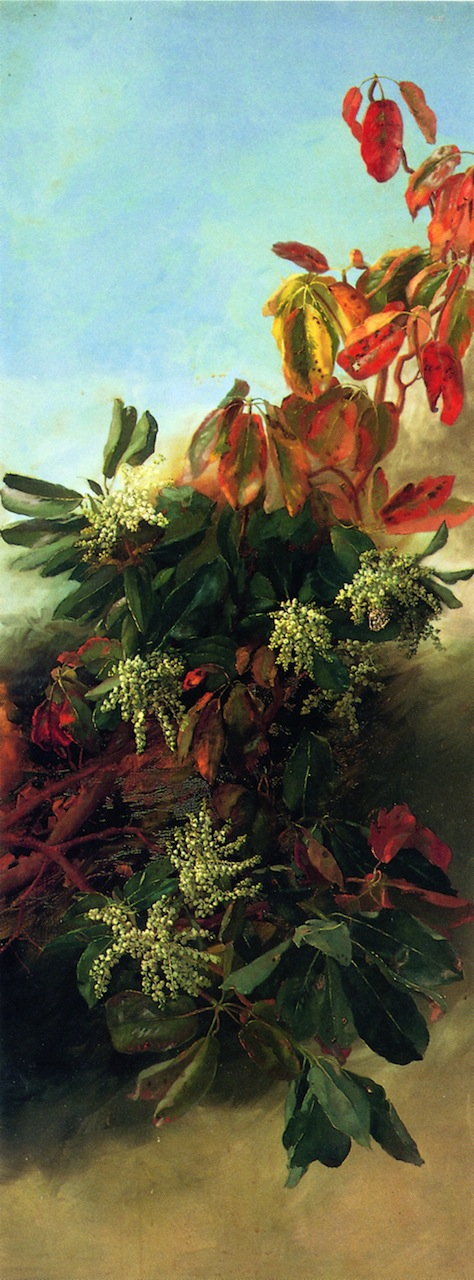
Madrone, Dogwood and Elderberry, 1903.